# Sebastián Abreu
Washington Sebastián Abreu Gallo (n. 17 octombrie 1976 în Minas, Departamentul Lavalleja) este un fost fotbalist și actual antrenor uruguayan care a evoluat pe postul de atacant și în prezent antrenează echipa mexicană Dorados de Sinaloa.
Cel mai bine cunoscut prin porecla sa El Loco (Nebunul în limba spaniolă) prolificul marcator a jucat pentru mai mult de 20 de cluburi din șase țări diferite.

## Cariera internațională

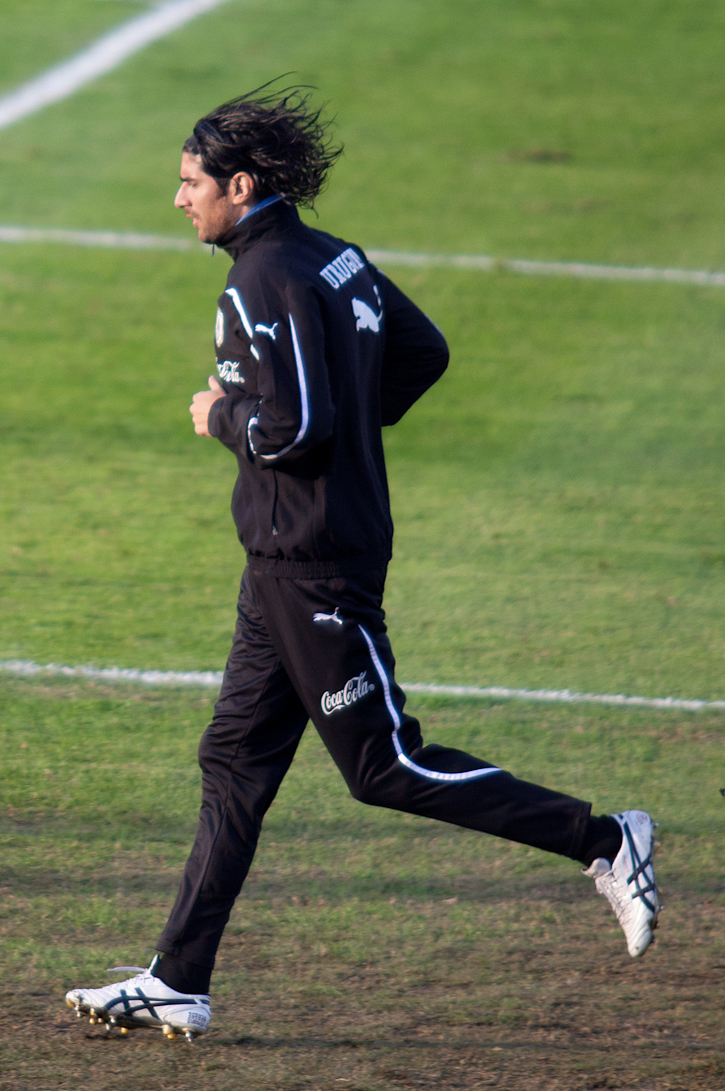
Sebastián Abreu

El joacă la naționala Uruguayului din 17 iulie 1996 (China 1 – Uruguay 1). Abreu a jucat pentru echipa națională la Campionatul Mondial de Fotbal 2002 (două meciuri), Copa América 1997 și la Copa América 2007.
La data de 27 mai 2010, Abreu a fost la un gol de recordul celui mai bun marcator uruguayan, deținut de Héctor Scarone de 79 de ani.
A participat la Campionatul Mondial de Fotbal 2010 din Africa de Sud, unde a fost introdus din poziția de rezervă în sferturile de finală împotriva Ghanei unde a transformat penaltiul decisiv trimițând Uruguayul în semifinale după 40 de ani.